# Werner Pochath
Werner Pochath, także znany jako Paul Werner Pochath, właściwie Werner Pochlatko (ur. 29 września 1939 w Wiedniu, zm. 18 kwietnia 1993 w Kempfenhausen) – austriacki aktor.

## Życiorys

### Wczesne lata
Urodził się i wychowywał w Wiedniu, gdzie studiował aktorstwo w renomowanej Max-Reinhardt-Seminar. Jako nastolatek odnosił sukcesy w austriackim łyżwiarstwie figurowym. W 1959 r. zadebiutował w teatrze. Następnie występował w teatrach w Karlsruhe (1959–1961), Berlinie (Schiller Theater), Bazylei, Wiedniu (Theater in der Josefstadt), Stuttgarcie i Monachium (Munich Kammerspiele). W 1968 roku przeniósł się do Rzymu. Mimo kolejnych sukcesów filmowych Pochath zawsze wracał do gościnnych występów na scenie.

### Kariera
Po raz pierwszy na ekranie pojawił się w ekranizacji sztuki Friedricha Dürrenmatta Wizyta starszej pani (Der Besuch der alten Dame, 1959). Po rolach w kilku niemieckich produkcjach, zaczął grać zwłaszcza we Włoszech, m.in. w dramacie Wenus w futrze (Le Malizie di Venere, 1969) u boku Laury Antonelli, thrillerze Kot o dziewięciu ogonach (Il Gatto a nove code, 1971) z Karlem Maldenem, w horrorach i spaghetti westernach, m.in. jako rewolwerowiec w Sonny i Jed (La Banda J.S.: Cronaca criminale del Far West, 1972) obok Tomása Miliána i Telly’ego Savalasa, Powrót Białego Kła (Il ritorno di Zanna Bianca, 1974) z Franco Nero i Virną Lisi.
Wystąpił potem w filmie akcji Sky Riders (1976) z udziałem Jamesa Coburna, Susannah York i Charles’a Aznavoura, komedii Casanova i spółka (Casanova & Co, 1977) obok Tony’ego Curtisa, Marisy Berenson, Sylvy Kosciny i Britt Ekland, erotycznym Policja się boi (Poliziotto senza paura, 1977) z Joan Collins i Mauriziem Merlim, komedii sensacyjnej Wielka Stopa w Afryce (Piedone l’africano, 1978) z Budem Spencerem, dramacie Zwyczajny żigolo (Schöner Gigolo, armer Gigolo, 1979) z udziałem Davida Bowiego, Marlene Dietrich, Kim Novak i Davida Hemmingsa, Steiner – Żelazny krzyż 2 (Steiner – Das eiserne Kreuz, 2. Teil, 1979) z Richardem Burtonem, telefilmie NBC Wallenberg: Historia bohatera (Wallenberg: A Hero’s Story, 1985) o szwedzkim dyplomacie Raoulu Wallenbergu z Richardem Chamberlainem i Alice Krige oraz Cel (The Target, 1985) obok Gene’a Hackmana i Matta Dillona. Grał również regularnie w niemieckich serialach, m.in. Tatort (Miejsce zbrodni).

### Życie prywatne
Spotykał się z aktorem porno Jeffem Strykerem.
Jego ostatni występ na krótko przed śmiercią miał miejsce w jednym z odcinków serialu ZDF Derrick. Pochath zmarł 18 kwietnia 1993 roku, w wielu 53. lat, ze względu na szybkie osłabienie stanu zdrowia w wyniku AIDS w ramionach swojego przyjaciela, dyrektora baletu Johna Neumeiera. Był bliskim przyjacielem zmarłego na AIDS aktora Amadeusa Augusta (1942-1992) i aktora głosowego Manfreda Seipolda (1941–1989).

## Filmografia

### Filmy fabularne
- 1959: Der Besuch der alten Dame (TV) jako syn Illów
- 1968: Joko invoca Dio... e muori jako Dzieciak
- 1969: Die Engel von St. Pauli jako Herbert Priel
- 1969: Wenus w futrze (Le Malizie di Venere) jako Manfred
- 1970: Ohrfeigen jako Jürgen, komunard
- 1971: Haie an Bord jako Harry Lang
- 1971: Kot o dziewięciu ogonach (Il Gatto a nove code) jako Manuel
- 1971: Sonny i Jed (J. and S. – storia criminale del far west) jako Rewolwerowiec
- 1974: Powrót Białego Kła (Il ritorno di Zanna Bianca) jako Harvey
- 1977: Policja się boi (Poliziotto senza paura) jako Strauss
- 1977: Casanova i spółka (Casanova & Co) jako Fulcenzo
- 1978: Wielka Stopa w Afryce (Piedone l’africano) jako Spiros
- 1979: Zwyczajny żigolo (Schöner Gigolo, armer Gigolo) jako Otto
- 1979: Steiner – Żelazny krzyż 2 (Steiner – Das eiserne Kreuz, 2. Teil) jako szeregowy Keppel
- 1979: Łowca rekinów (Il Cacciatore di squali) jako Ramon
- 1985: Cel (The Target) jako młody Agent
- 1986: Afgański łącznik (I Giorni dell’inferno) jako profesor Sanders
- 1987: Braterstwo krwi (La Sporca insegna del coraggio)
- 1987: Striker jako Houtman
- 1987: Oddział „Czarna Pantera” (Tempi di guerra) jako major Dietrich
- 1987: Joker (Der Joker) jako Resch
- 1988: Grom 3 (Thunder III) jako pułkownik Magnum
- 1988: Cop Game jako pułkownik Kasler
- 1988: Człowiek-Szczur (Quella villa in fondo al parco) jako Mark
- 1989: Laserowa misja (Laser Mission) jako Eckhardt
- 1989: Nato per combattere jako Duan Loc
- 1992: Pierożki ciotki Lee (Auntie Lee’s Meat Pies) jako Billy Bob Himmler

### Seriale TV
- 1972: Pater Brown jako Joe Henning
- 1975: Derrick jako Gerd Werth
- 1976: Tatort (Miejsce zbrodni) jako Walter Schürmann jr.
- 1978: Der Alte jako Hans Otto ‘Hasso’ Pohlmann
- 1979: La lumière des justes jako Serge
- 1979: Die Protokolle des Herrn M jako Volker
- 1980: Der Alte jako sir Henry
- 1982: Tatort (Miejsce zbrodni) jako Ackermann
- 1983: Der Alte jako Rainer Hof
- 1983: Unsere schönsten Jahre jako Friseur
- 1984: Der Alte jako Patrick / Ballmann
- 1985: Dalli Dalli jako Kandydat
- 1986: Alfred Hitchcock przedstawia (Alfred Hitchcock Presents) jako Nazista
- 1988: Wojna i pamięć (War and Remembrance) jako pułkownik Himmlera
- 1990: Ein Schloß am Wörthersee
- 1993: Derrick jako Zensky